# Vitória
Vitória, amtlich portugiesisch Município de Vitória, ist die Hauptstadt des brasilianischen Bundesstaates Espírito Santo (ES). Sie liegt 530 Kilometer nordöstlich von Rio de Janeiro auf der knapp 97 Quadratkilometer großen Insel Ilha de Vitória an der Bucht Baía de Vitória, an der mehrere Flüsse in den Atlantik fließen. Die Stadt wurde am 8. September 1551 von Portugiesen gegründet und hatte bei der Volkszählung 2010 327.801 Einwohner und zum 1. Juli 2021 geschätzt auf 369.534 Einwohner, die Capixabas genannt werden. Der Großraum Metropolregion Vitória mit den unmittelbaren Nachbargemeinden Cariacica, Serra und Vila Velha kommt auf über zwei Millionen Einwohner (2020).
Die Stadt liegt durchschnittlich 12 Meter über dem Meeresspiegel. Das Klima ist tropisch feucht, mit durchschnittlichen Monatstemperaturen von 24 °C im Winter und 30,4 °C im Sommer.
Vitória ist Sitz eines katholischen Erzbischofs, einer Bundesuniversität (Universidade Federal do Espírito Santo, kurz UFES) und eines deutschen und österreichischen Honorarkonsulats.
1998 bewerteten die Vereinten Nationen Vitória als Stadt mit der viertbesten Lebensqualität in Brasilien, obwohl in ihrer unmittelbaren Umgebung eine nicht einzudämmende hohe Kriminalitätsrate herrscht. Die Mordrate von Groß-Vitória ist zum Beispiel höher als in São Paulo oder Rio de Janeiro (Morde pro 100.000 Einwohner). Im ersten Halbjahr 2003 wurden allein in Groß-Vitória 59 Linienbusse überfallen.
Die weit vor der Küste liegende atlantische Inselgruppe Trindade und Martim Vaz ist Teil der Stadt Vitória.
Vitória ist an die BR-101 angeschlossen, eine der wichtigsten Bundesstraßen Brasiliens, die von Norden nach Süden einem großen Teil der Atlantikküste des Landes folgt.

## Geschichte
Die Stadt wurde kurz nach der Ankunft vom Besitzer des Kapitanats Espirito Santo Vasco Fernandes Coutinho (1490–1561) in Vila Velha (heute Nachbarstadt) gegründet. Zuerst siedelte er die Kolonisten dort an, aber das Festland wurde durch Angriffe niederländischer und französischer Händler schnell zu gefährlich, sodass die Insel Heimat der Kolonisten wurde. Vila Nova do Espírito Santo, wie sich die Siedlung anfangs nannte, wurde am 8. September 1551 gegründet, später jedoch in Vitória umbenannt im Andenken an die Schlacht gegen die Goitacases (bras. Ureinwohner) unter Führung Vasco Fernandes Coutinhos.
Während der ersten Hälfte des 19. Jahrhunderts wurde Vitória als zurückgebliebene, landwirtschaftliche Stadt betrachtet. In den Jahren 1859 bis 1874 kamen etwa 2200 Einwanderer aus Pommern. Weil sie als Lutheraner diskriminiert wurden, wanderten die meisten ins Hinterland ab. Die Wirtschaftsmetropole von Espirito Santo war zu dieser Zeit Cachoeiro de Itapemirim. Erst nach der Proklamation der Republik als Staatsform 1889 wurde entschieden, die Bundeshauptstadt zu modernisieren. Der Forschungsreisende Johann Jakob von Tschudi erfreute sich 1860 am wundervollen Landschaftsbild bei der Einfahrt in die Bucht von Vitória. Dem Präsidenten der Provinz Espíritu Santo, dem aus Pernambuco stammenden Antonio Alvez de Souza, erschien laut Tschudi der Aufenthalt in Vitória aufgrund einer gewissen Rückständigkeit als Exil. Auch über eine Benefizveranstaltung der Primadonna des Stadttheaters mokiert sich Tschudi.  Er erwähnt hingegen lobend den Regierungspalast, ursprünglich als Jesuitenkollegium erbaut, der vollständig restauriert worden war, bevor das kaiserliche Ehepaar auf seiner Rundreise durch die Provinzen hier Quartier genommen hatte.
1892 begann Muniz Freire seine vierjährige Amtszeit damit, die Infrastruktur zu verbessern und einen Investitionskredit über 700 Millionen Französische Francs in Anspruch zu nehmen. Seine Idee war, durch die verbesserte Infrastruktur Vitória als Exportstandort zu etablieren. Ab 1894 waren das Wachstum der Stadt und die steigende Aktivität der Häfen deutlich zu erkennen.
1908 wurde Jerônimo Monteiro Gouverneur des Bundesstaates und führte die Stadtplanung fort. Während seiner Regierungszeit zog Vitória mit Cachoeiro de Itapemirim als Wirtschaftszentrum gleich. Dies wurde 1911 durch die Fertigstellung der Eisenbahn zwischen diesen beiden Städten noch unterstützt. Zudem wurden viele Projekte, wie der Bau von Schulen, des Moscoso Parks und des Krankenhauses „Santa Casa da Misericordia“ sowie die Einrichtung des Stadtarchivs, der Bücherei und des staatlichen Museums verwirklicht.
1989 wurde die vierspurige Brücke Ponte Deputado Darcy Castello de Mendonça, allgemein nur bekannt als 3ª Ponte zwischen Vila Velha und Vitória in Betrieb genommen. Mittlerweile ist diese zur Hauptverbindung zwischen den beiden Städten geworden und deswegen auch oft überfordert. Staus in den Stoßzeiten sind an der Tagesordnung.

## Wirtschaft, Hafen und Flughafen

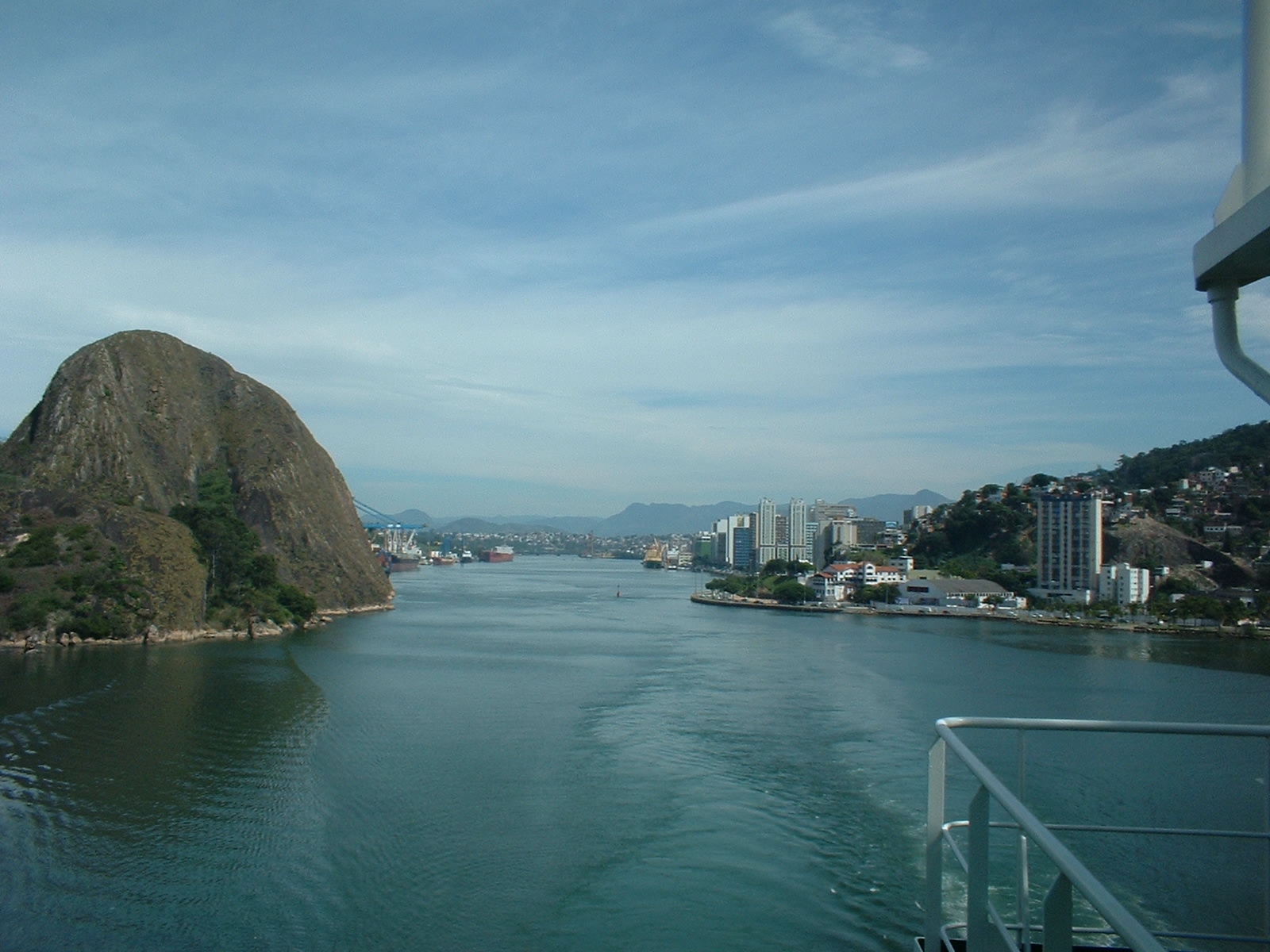
Hafeneinfahrt von Vitória

Vitória ist eine wichtige Hafenstadt mit insgesamt drei Häfen, darunter Porto de Tubarão, dem bedeutendsten Erzausfuhrhafen Brasiliens. Über diesen und über Paul Pier werden jährlich auch rund fünf Millionen Tonnen Stahl-Roheisen exportiert. Das Roheisen wird in den Bundesstaaten Minas Gerais und Espírito Santo unter Verwendung großer Mengen Holzkohle, die hauptsächlich aus schnell wachsenden Eukalyptus gewonnen wird, produziert.
Das jährliche Exportvolumen bei Eisenerz beträgt ungefähr achtzig bis einhundert Millionen Tonnen. Exportziele sind China, Taiwan, die Vereinigten Staaten und Europa. Größtes Wirtschaftsunternehmen am Ort ist das integrierte Stahlwerk ArcelorMittal, früher „Companhía Siderúrgica Tubarão“ (CST).
Der internationale Flughafen Eurico de Aguiar Salles Airport (IATA-Code: VIX) – für max. 560.000 Passagiere jährlich ausgelegt – fertigte 2010 2,34 Mio. Fluggäste ab und war damit weit überlastet. Die Arbeiten an der zweiten Startbahn, dem Kontrollturm sowie an der neuen Abfertigungshalle wurden 2008 nach Ungereimtheiten der Finanzierung gerichtlich eingestellt.
Nach Jahren der Unsicherheit über die Finanzierung wurden schließlich im Juni 2015 die Arbeiten wieder aufgenommen. Die neue Piste hat eine Länge von 2058 m und 45 m Breite. Am 29. März 2018 wurde der neue Terminal eröffnet. Der Flughafen wurde für eine max. Passagierzahl von 8,7 Mio. pro Jahr angelegt.

## Klimatabelle
|                       | Jan  | Feb  | Mär  | Apr  | Mai  | Jun  | Jul  | Aug  | Sep  | Okt  | Nov  | Dez  |   |      |
| Mittl. Tagesmax. (°C) | 30,9 | 31,6 | 31,1 | 29,4 | 27,9 | 26,7 | 25,9 | 26,6 | 26,5 | 27,3 | 28,2 | 29,6 | ⌀ | 28,5 |
| Mittl. Tagesmin. (°C) | 23,1 | 23,7 | 23,4 | 22,3 | 20,8 | 19,5 | 18,8 | 19,2 | 19,8 | 20,8 | 21,6 | 22,4 | ⌀ | 21,3 |
|                       |      |      |      |      |      |      |      |      |      |      |      |      |   |      |
| Niederschlag (mm)     | 143  | 82   | 111  | 89   | 81   | 65   | 78   | 55   | 78   | 127  | 171  | 195  | Σ | 1275 |
|                       |      |      |      |      |      |      |      |      |      |      |      |      |   |      |
| Sonnenstunden (h/d)   | 7,6  | 8,0  | 7,0  | 6,5  | 6,9  | 6,9  | 6,5  | 7,3  | 5,9  | 5,3  | 4,9  | 5,5  | ⌀ | 6,5  |
|                       |      |      |      |      |      |      |      |      |      |      |      |      |   |      |
| Regentage (d)         | 7    | 5    | 8    | 8    | 6    | 6    | 6    | 6    | 9    | 11   | 12   | 13   | Σ | 97   |
|                       |      |      |      |      |      |      |      |      |      |      |      |      |   |      |
| Wassertemperatur (°C) | 26   | 27   | 26   | 26   | 25   | 24   | 23   | 23   | 22   | 24   | 24   | 25   | ⌀ | 24,6 |
|                       |      |      |      |      |      |      |      |      |      |      |      |      |   |      |
| Luftfeuchtigkeit (%)  | 76   | 75   | 76   | 76   | 76   | 77   | 77   | 76   | 77   | 78   | 78   | 78   | ⌀ | 76,7 |

| 23,1 |

| 23,7 |

| 23,4 |

| 22,3 |

| 20,8 |

| 19,5 |

| 18,8 |

| 19,2 |

| 19,8 |

| 20,8 |

| 21,6 |

| 22,4 |

| 23,1 |

| 23,7 |

| 23,4 |

| 22,3 |

| 20,8 |

| 19,5 |

| 18,8 |

| 19,2 |

| 19,8 |

| 20,8 |

| 21,6 |

| 22,4 |

## Erzbistum Vitória
Vitória ist Sitz des Erzbistums Vitória. Bischofskirche ist die Kathedrale Nossa Senhora da Vitória.

## Städtepartnerschaften
Nach eigenen Angaben sind Partnerstädte von Vitória
| - Cascais, Portugal (seit 1986) - Miami-Dade County (Florida) USA (seit 1997) - Mobile (Alabama), USA (seit 1998) - Qingdao, China (seit 1998) | - Iquique, Chile (seit 2005) - Dunkerque, Frankreich (seit 2005) - Zhuhai, China (seit 2008) |